# Diogo Ventura
Diogo Costa Ventura, nascido em Portugal a 24 de junho de 1994, é um jogador profissional de basquetebol que joga atualmente pelo Sporting Clube de Portugal e pela Seleção Portuguesa.